# سلیمان احمدوف
سلیمان احمدوف (ترکی آذربایجانی: Süleyman Əhmədov؛ زادهٔ ۲۵ نوامبر ۱۹۹۹) بازیکن فوتبال است.
از باشگاه‌هایی که در آن بازی کرده‌است می‌توان به باشگاه فوتبال قره‌باغ اشاره کرد.
وی همچنین در تیم‌های ملی فوتبال تیم ملی فوتبال زیر ۱۷ سال جمهوری آذربایجان, تیم ملی فوتبال زیر ۱۹ سال جمهوری آذربایجان، و زیر ۲۱ سال جمهوری آذربایجان بازی کرده‌است.